# ジェイコブ・ロメロ
ジェイコブ・ロメロ・ギブソン (Jacob Romero Gibson, 1996年7月11日 - ) は、ジャマイカ生まれのアメリカ人俳優。実写ドラマ『ONE PIECE』ウソップ役に抜擢され、国際的に注目された。
身長172cm。独身。

## 生い立ち
ジェイコブ・ロメロ・ギブソンは、1996年ジャマイカのキングストン生まれ。カリフォルニア芸術大学で演技を学び、『レジデント 型破りな天才研修医』、『オール・ライズ 判事ローラ・カーマイケル』、『グレイズ・アナトミー 恋の解剖学』などのドラマに出演。オプラ・ウィンフリーが製作総指揮を務めるドラマ『グリーンリーフ』では、計15エピソード出演した。

## 主な出演作品

### ドラマ
| 公開年    | 邦題 原題                                        | 役名                 | 備考 |
| --------- | ------------------------------------------------ | -------------------- | ---- |
| 2018      | レジデント 型破りな天才研修医 The Resident       | アティバ・ジャクソン |      |
| 2019      | オール・ライズ 判事ローラ・カーマイケル All Rise | ディラン・フランク   |      |
| 2019      | グレイズ・アナトミー 恋の解剖学 Grey's Anatomy   | ジョシュ             |      |
| 2019-2020 | グリーンリーフ Greenleaf                         | AJ・デラジェ         |      |
| 2023      | ONE PIECE                                        | ウソップ             |      |